# Ијан Макдермид
Ијан Макдермид (енгл. Ian McDiarmid; 11. августа 1944) шкотски је позоришни, филмски и телевизијски глумац, и редитељ. Најпознатији је по улози императора Палпатина у филмској саги о Ратовима звезда. Радио је и на телевизији и радију. Добитник је награде Тони за најбољу улогу у драмском делу и награде Лоренса Оливијеа за најбољу улогу.

## Важнија филмографија
| Година | Наслов                                             | Улога                                    | Посебне напомене |
| ------ | -------------------------------------------------- | ---------------------------------------- | --- |
| 1981   | Ловац на змајеве                                   | Брат Јакобус                             | |
| 1983   | Ратови звезда — епизода VI: Повратак џедаја        | Император                                | |
| 1983   | Парк Горки                                         | Професор Андрејев                        | |
| 1988   | Прљави, покварени преваранти                       | Артур                                    | |
| 1995   | Рестаурација                                       | Емброуз                                  | |
| 1999   | Ратови звезда — епизода I: Фантомска претња        | Сенатор Палпатин / Дарт Сидијус          | |
| 1999   | Успавана долина                                    | Др Томас Ланкастер                       | |
| 2002   | Ратови звезда — епизода II: Напад клонова          | Врховни канцелар Палпатин / Дарт Сидијус | |
| 2004   | Ратови звезда — епизода V: Империја узвраћа ударац | Император                                | Специјално издање за ДВД; Када је 1980. пуштена у биоскопе, ову улогу је играла Марџори Итон, а глас је давао Клајв Ревил |
| 2005   | Ратови звезда — епизода III: Освета сита           | Врховни канцелар Палпатин / Дарт Сидијус | |
| 2016   | Изгубљени град Z                                   | Сер Џорџ Голди                           | |
| 2019   | Ратови звезда: Успон Скајвокера                    | Шив Палпатин / Дарт Сидијус              | |